# Чорович, Светозар
Светозар Чорович (серб. Светозар Ћоровић; 29 мая 1875, Мостар, Босния и Герцеговина в составе Австро-Венгрии — 17 апреля 1919, Мостар) — сербский писатель и драматург. Участник национально-освободительного движения в Боснии и Герцеговине.

## Биография
Сын боснийского серба-купца. Брат историка Владимира Чоровича. Обучался в торговой академии в Мостаре. Сотрудничал со многими печатными издания («Босанска вила», «Отаџбина» и «Бранково коло» и др.). Был активным участником музыкального общества «Гусле».
Один из основателей литературного журнала «Зора» («Заря»; 1896—1901), членом редколлегии оппозиционной газеты «Народ» (1907). Подвергался гонениям со стороны австрийских властей. С 1908 жил в эмиграции в Италии.
В 1910 году был избран депутатом парламента Боснии. После начала Первой мировой войны в 1914 году был арестован, взят в заложники, до 1917
находился в австрийских лагерях для интернированных. Австрийский император Карл I, после международного давления, вынужден был освободить всех политзаключенных в 1917 году и Чорович вышел на свободу, но тут же был мобилизован в австро-венгерскую армию и отправлен на фронт.
Подорванное в лагерях здоровье, не позволило ему служить в армии и в том же году С. Чорович был отбыл отпущен на родину. В апреле 1919 умер от болезней в Мостаре.

## Творчество
Печатался с начала 1890-х гг.
Автор романов, повестей и пьес, написанных в традициях критического реализма, в сербскую литературу ввёл специфическую проблематику жизни Герцеговины — одного из наиболее отсталых уголков Балкан: разорение старой мусульманской аристократии, становление буржуазных отношений.
Его перу принадлежит ряд прозаических произведений сентиментально-идиллического характера (роман «Султанская дочка» — «Мајчина султанија», 1906 и др.).

## Избранные произведения
- «Женитьба Перы Карантана» (1905);
- «Стоян Мутикаша» (1907);
- «У мраку» (1909);
- «Јарани» (1911);
- «Зулумћар» (1913);
- «Као вихор» (1918);
- «В кельях» — «У ћелијама» (1919);
- «Богојављенска ноћ»;
- «Пријатељи»;
- «На води»;
- «На Васкрс» и др.

Автор пьес «Поремећен план», «Издаје стан под кирију» (1899), «Тиран» («Зулумчар», 1912).

## Память
- Ныне в Сербии и Республике Сербской учреждена литературная премия имени Светозара Чоровича.
- В 1975 почта Югославии выпустила почтовую марку, посвящённую 100-летнему юбилею писателя.